# Фуженко, Иван Васильевич
Иван Васильевич Фуженко (5 июня 1937, деревня Субботцы — 17 марта 2011, Москва) — советский военачальник, начальник Тыла Вооружённых Сил — заместитель Министра обороны СССР, генерал-полковник (1989).

## Образование
- Одесское военное училище (1959—1962),
- Военная академия имени М. В. Фрунзе (1967—1970),
- Военная академия Генерального штаба Вооруженных Сил СССР имени К. Е. Ворошилова (1976—1978)[2].

## Служба
На военной службе — с 1954 года.
С 1962 года служил командиром взвода, роты в Группе советских войск в Германии, командиром роты, заместителем командира и командиром батальона в Закавказском военном округе; в 1970—1976 годах — командиром мотострелкового полка, гвардейской мотострелковой дивизии в Белорусском военном округе; с 1978 года — заместителем начальника штаба Прибалтийского военного округа, первым заместителем начальника штаба Ленинградского военного округа; с 1984 года — командующим 14-й гвардейской армией Одесского военного округа, первым заместителем главнокомандующего Западной группы войск; с 1988 года — первым заместителем командующего войсками Туркестанского военного округа, участвовал в боевых действиях в Афганистане.
В январе 1989 — декабре 1991 годах командующий войсками Туркестанского военного округа; в декабре 1991 — январе 1992 начальник Тыла Вооружённых Сил — заместитель Министра обороны СССР. В январе — августе 1992 года заместитель Главнокомандующего ОВС СНГ по тылу. С августа 1992 по 1997 год — начальник Военной академии бронетанковых войск имени Маршала Советского Союза Р. Я. Малиновского.
С 1997 года в запасе. В последние годы жизни являлся ведущим аналитиком Управления генеральных инспекторов Министерства обороны РФ.
Избирался (от Термезского территориального избирательного округа № 592 Сурхандарьинской области) народным депутатом СССР (1989—1991).
Похоронен на Троекуровском кладбище.

## Семья
Женат, имел двоих детей:
сын — Евгений, командир 4-й гвардейской танковой дивизии имени Ю. В. Андропова (Наро-Фоминск, 1999—2002), с 2002 — военный комиссар Московской области; начальник организационно-мобилизационного управления Главного штаба Главного командования внутренних войск МВД России. С апреля 2016 в звании генерал-лейтенанта — руководитель группы «Организационно-штатные мероприятия и кадровое обеспечение» Росгвардии.

## Награды

### Награды Российской Федерации
- Орден «За военные заслуги»

### Награды СССР
- Орден Красного Знамени
- Орден Красной Звезды
- Орден «За службу Родине в Вооружённых Силах СССР» 3 степени
- Юбилейная медаль «За воинскую доблесть. В ознаменование 100-летия со дня рождения Владимира Ильича Ленина»
- Юбилейная медаль «50 лет Вооружённых Сил СССР»
- Юбилейная медаль «60 лет Вооружённых Сил СССР»
- Юбилейная медаль «70 лет Вооружённых Сил СССР»